# Nabeul (província)
A província de Nabeul (em árabe: ولاية نابل; em francês: gouvernorat de Nabeul) é uma província do nordeste da Tunísia. Foi criada em 1 de junho de 1956 com o nome de província do cabo Bon e capital em Grombalia. Em 17 de setembro de 1964 mudou de nome para o atual e a capital passou a ser Nabeul.
- capital: Nabeul
- área: 2 822 km²
- população: 693 890 habitantes (2004);[2] 784 500 (estimativa de 2013)[3]
- densidade: 245,9 hab./km² (2004)

| Delegação             | População em 2004 |
| --------------------- | ----------------- |
| Béni Khalled          | 33 897            |
| Béni Khiar            | 35 565            |
| Bou Argoub            | 27 846            |
| Dar Châabane El Fehri | 39 477            |
| Grombalia             | 55 489            |
| Hammam El Guezaz      | 14 324            |
| Hammamet              | 95 468            |
| El Haouaria           | 39 378            |
| Kélibia               | 53 648            |
| Korba                 | 60 564            |
| Menzel Bouzelfa       | 33 599            |
| Menzel Temime         | 59 463            |
| El Mida               | 23 667            |
| Nabeul                | 59 490            |
| Soliman               | 41 846            |
| Takelsa               | 20 169            |